# Новгородський полк
Новгородський полк — адміністративно-територіальна і військова одиниця утворена 1653 року з частини Ніжинського полку. Полковий центр — Новгород-Сіверський (нині райцентр Чернігівської області).
Проіснував до 1654 року та був приєднаний до складу Ніжинського полку.
1668 року Петро Дорошенко знов виділив 4-х сотенний Новгородський полк з частини Стародубського полку. Очолював підрозділ, котрий в боях з силами Ігнатовича проіснував кілька місяців, Олекса Урбанович.